# Plistospilota nova
Plistospilota nova es una especie de mantis de la familia Mantidae.

## Distribución geográfica
Se encuentra en la India y Tailandia.